# Areszt Śledczy w Olsztynie
Areszt Śledczy w Olsztynie – areszt przeznaczony dla tymczasowo aresztowanych mężczyzn. Jego siedzibą jest gmach znajdujący się przy alei Piłsudskiego w Olsztynie.
Wyodrębnioną organizacyjnie częścią aresztu jest oddział zewnętrzny przy ulicy Opolskiej 42. Jednostka ta jest zakładem karnym typu otwartego i półotwartego dla skazanych pierwszy raz karanych dorosłych i młodocianych.
Areszt Śledczy w Olsztynie przeznaczony jest dla tymczasowo aresztowanych mężczyzn, pozostających w dyspozycji sześciu jednostek:
- Prokuratury Okręgowej w Olsztynie,
- Prokuratury Rejonowej Olsztyn – Południe,
- Wojskowej Prokuratury Garnizonowej w Olsztynie,
- Sądu Okręgowego w Olsztynie,
- Sądu Rejonowego w Olsztynie,
- Wojskowego Sądu Garnizonowego w Olsztynie.